# Orlando Miracle

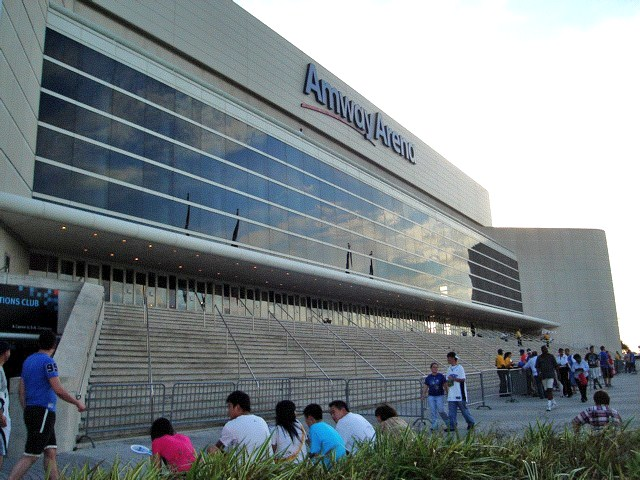
Orlando Miracle's hemmaarena Amway Arena, även känd som TD Waterhouse Centre.

Orlando Miracle, som grundades 1999 och upplöstes 2002, var en basketklubb i Orlando i Florida som spelade i damligan WNBA mellan säsongerna 1999 och 2002. Laget spelade sina hemmamatcher i TD Waterhouse Centre och var ett så kallat systerlag till NBA-laget Orlando Magic.

## Historia
Orlando's första match spelades den 10 juni 1999 hemma mot Houston Comets, som vann matchen med 77-63. Fast trots att laget förlorade tre av de fyra matcherna var man riktigt nära att gå till slutspel redan under sin första säsong, då man slutade fyra i den östra konferensen på samma matchkvot (15 vinster och 17 förluster) som både Charlotte Sting och Detroit Shock som gick till slutspelet. Under sin andra säsong lyckades Orlando att gå till sitt enda slutspel, där man ställdes mot Cleveland Rockers, och även om man vann den första matchen med 62-55 var man chanslösa i de båda bortamatcherna och blev utslagna med 2-1 i matcher. Under 2001 förlorade Orlando sex av de sju första matcher på säsongen och missade att upprepa sin slutspelsplats. 2002 skulle visa sig bli den sista säsongen för Orlando och åter var de riktigt nära att ta sig till slutspel, men en förlust mot Indiana Fever under slutet av grundserien skulle visa sig bli avgörande och Indiana gick till slutspel med samma matchkvot som Orlando hade (16 vinster och 16 förluster). Orlando Miracle's sista match spelades den 13 augusti 2002 hemma mot New York Liberty och Orlando vann matchen med 70-63.
Efter säsongen 2002 sålde NBA alla WNBA-lag till nya ägare men Orlando Magic:s ägare Rich DeVos var inte intresserad av att köpa Orlando Miracle, så man letade efter andra lokala intressenter utan att hitta några. I januari 2003 köptes laget upp av de nya ägarna, Mohegan-stammen i Uncasville, så laget flyttade från Florida till Connecticut och blev Connecticut Sun.